# دیک اینترتینمنت
دیک اینترتینمنت (انگلیسی: DIC Entertainment) شرکت سرگرمی و پویانمایی آمریکایی است، که در سال ۱۹۷۱ توسط جین چالوپین تأسیس شد.